# Artesanía del Lago Titicaca
La artesanía y el arte popular del Lago Titicaca consisten en piezas artesanales y artísticas producidas por los pobladores aymaras de los alrededores del Lago Titicaca, que se ubica entre Bolivia y Perú.

## Lugares de comercialización
Las artesanías se suelen vender, sobre todo, en los sectores más turísticos del lago, como Copacabana en Bolivia y las islas flotantes de los Urus, que se reparten entre Bolivia y Perú. Otro lugar importante de comercialización es la ciudad peruana de Puno.

## Tipos de artesanía

### De totora

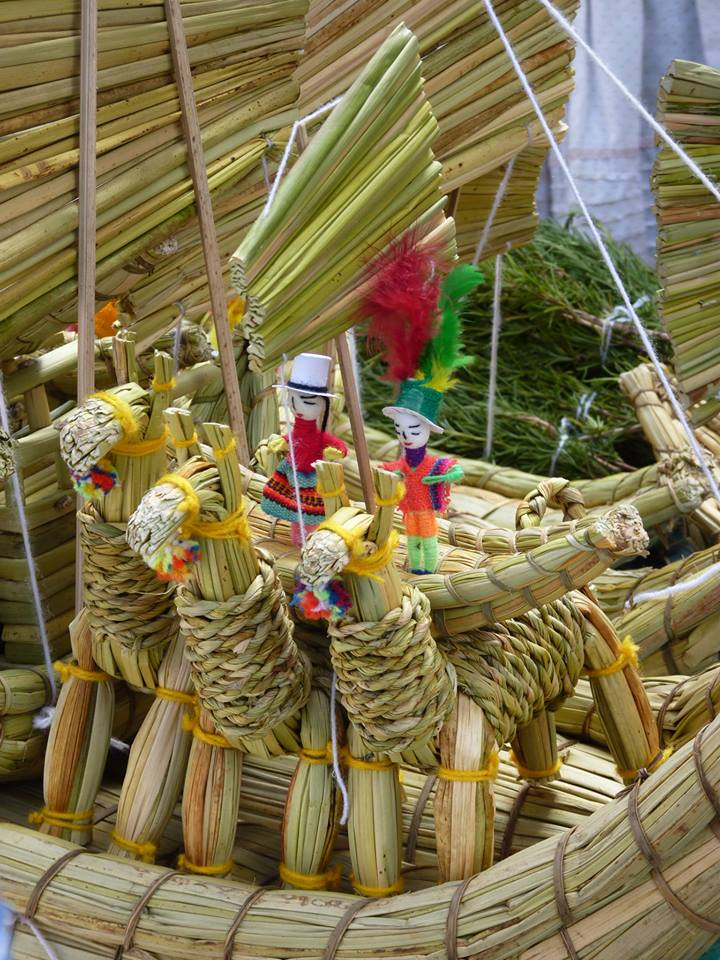
Artesanía de totora, incluyendo cuadrúpedos y embarcaciones

La totora es una de las materias primas más importantes del arte popular de la región. Se usa para construir desde embarcaciones hasta artículos utilitarios (como cestas, sombreros, sombrillas y esteras) y artículos decorativos (como adornos de fauna del lago). Los últimos años los pobladores han denunciado que debido a la contaminación del Titicaca por aguas residuales la totora adquiere un tono negro que la hace inservible para su utilización en artesanías, lo que los obliga a buscar plantas sanas sin esa coloración.También se ha denunciado que en épocas de sequía las plantas de totora no crecen lo suficiente, alcanzando apenas los 30 centímetros cuando deberían llegar a los dos metros. La totora también se utiliza para construir las denominadas islas flotantes, en donde también se comercializan artesanías de totora. En el año 2020, según el Gobierno peruano había 335 artesanos inscritos en el Registro Nacional del Artesano del Ministerio de Comercio Exterior y Turismo.

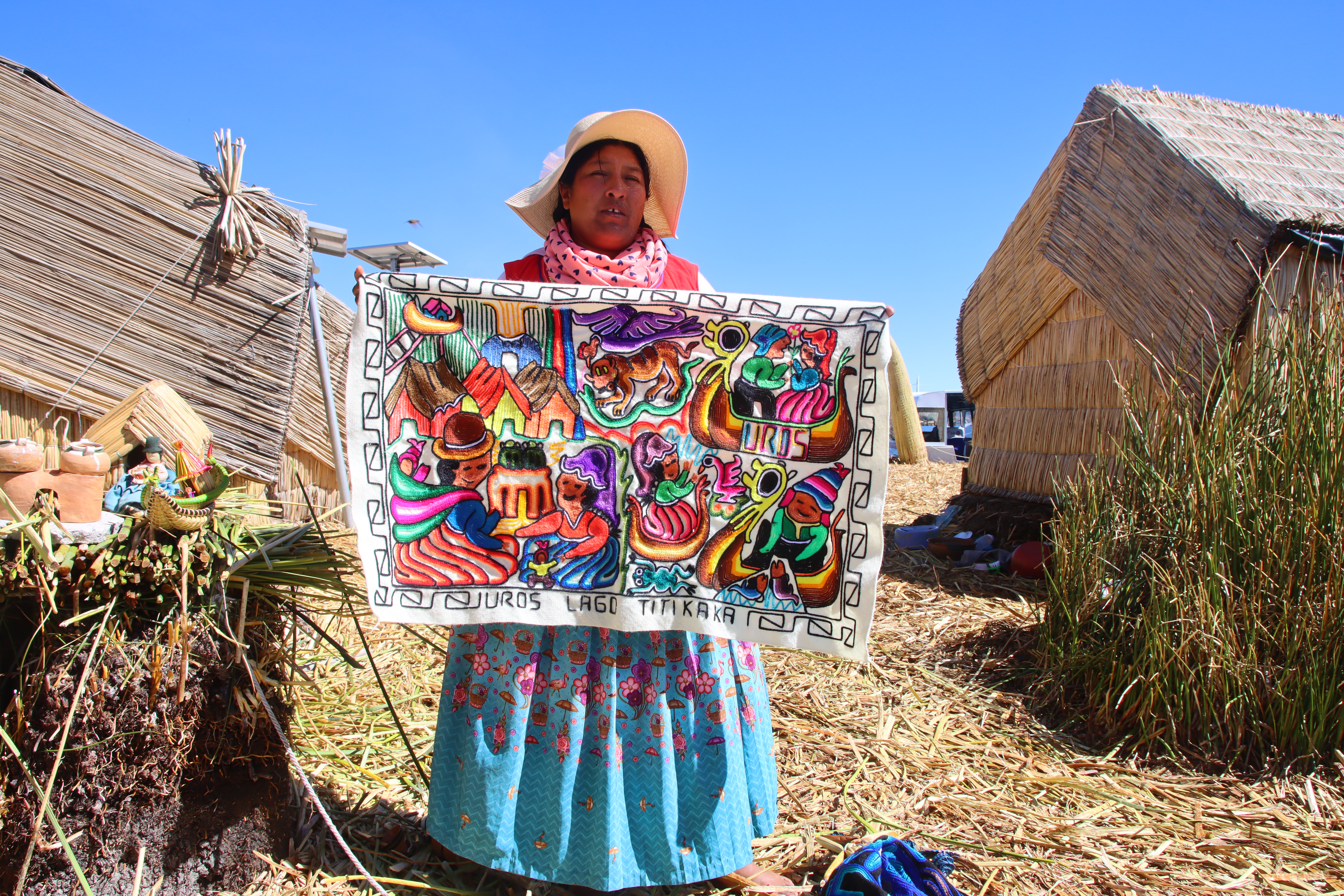
Tejedora uru mostrando su trabajo bordado

### Tejidos y bordados
En la región del Titicaca también se confecciona aguayos y prendas de lana de camélidos, sobre todo de alpaca.  Otra rama importante son los bordados con iconografía del lago y temas más modernos. 

### Otras artesanías
También se producen y comercializan artesanías en cerámica y joyas.

## Galería

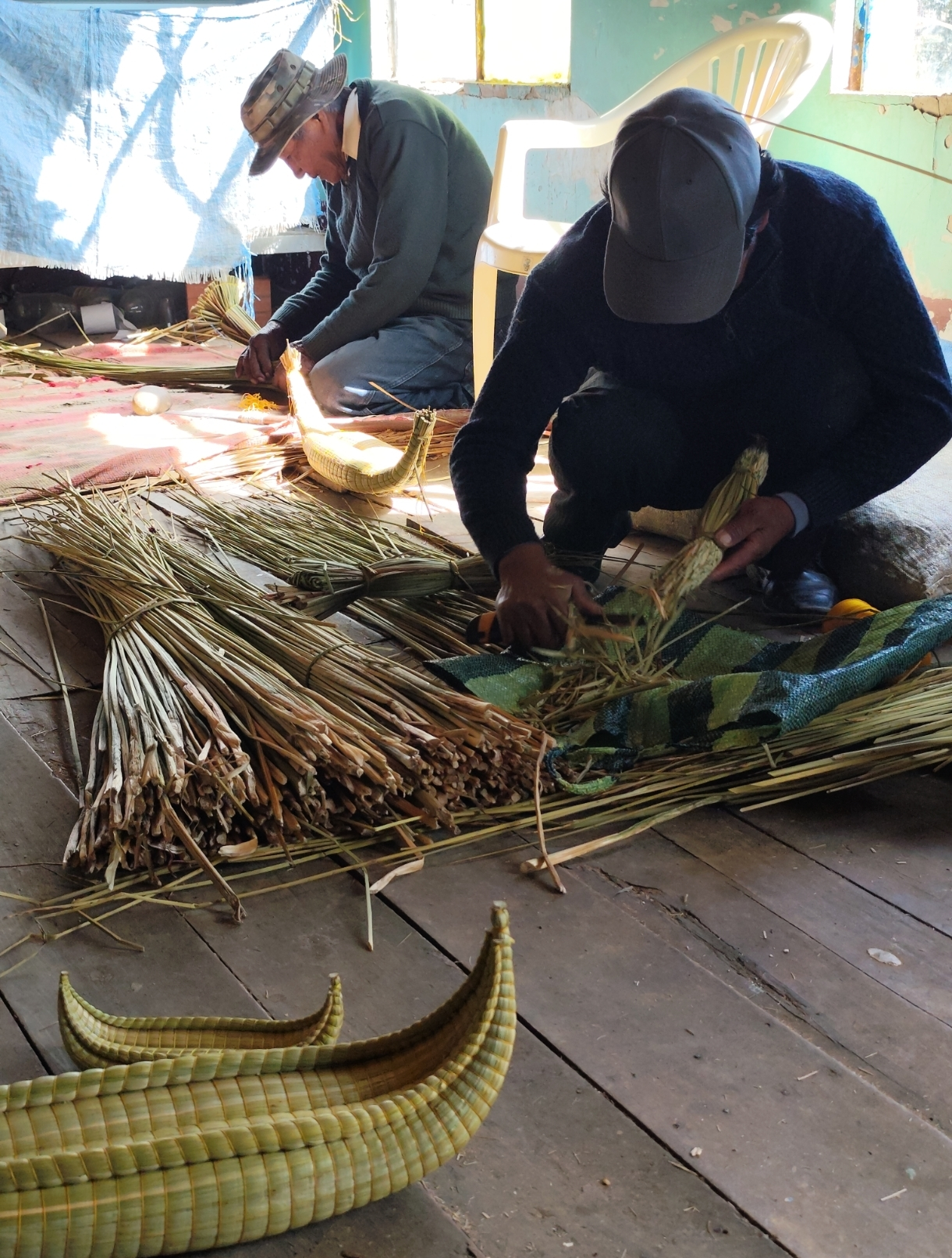
Artesanos con totora en la isla Suriqui.
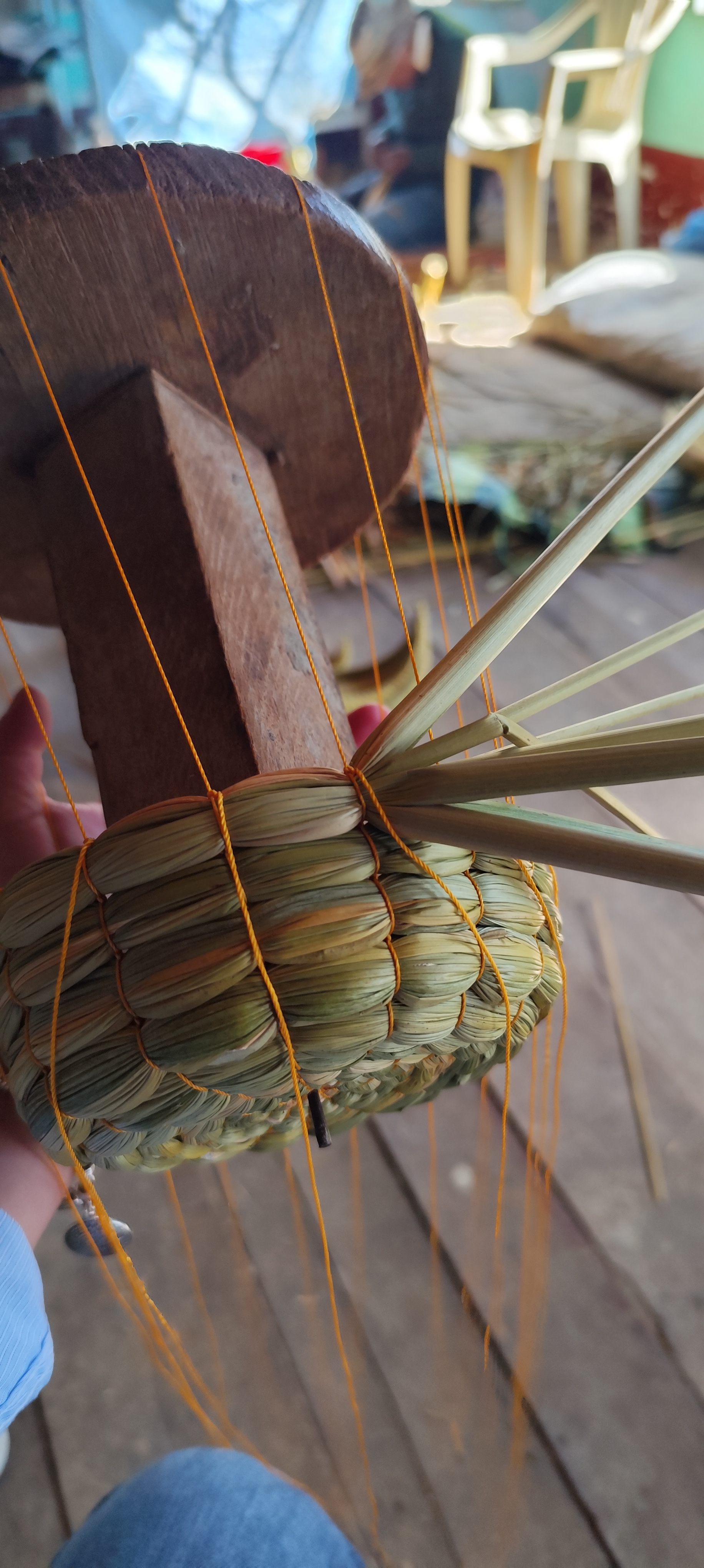
Instrumento para hacer canastas de Totora.
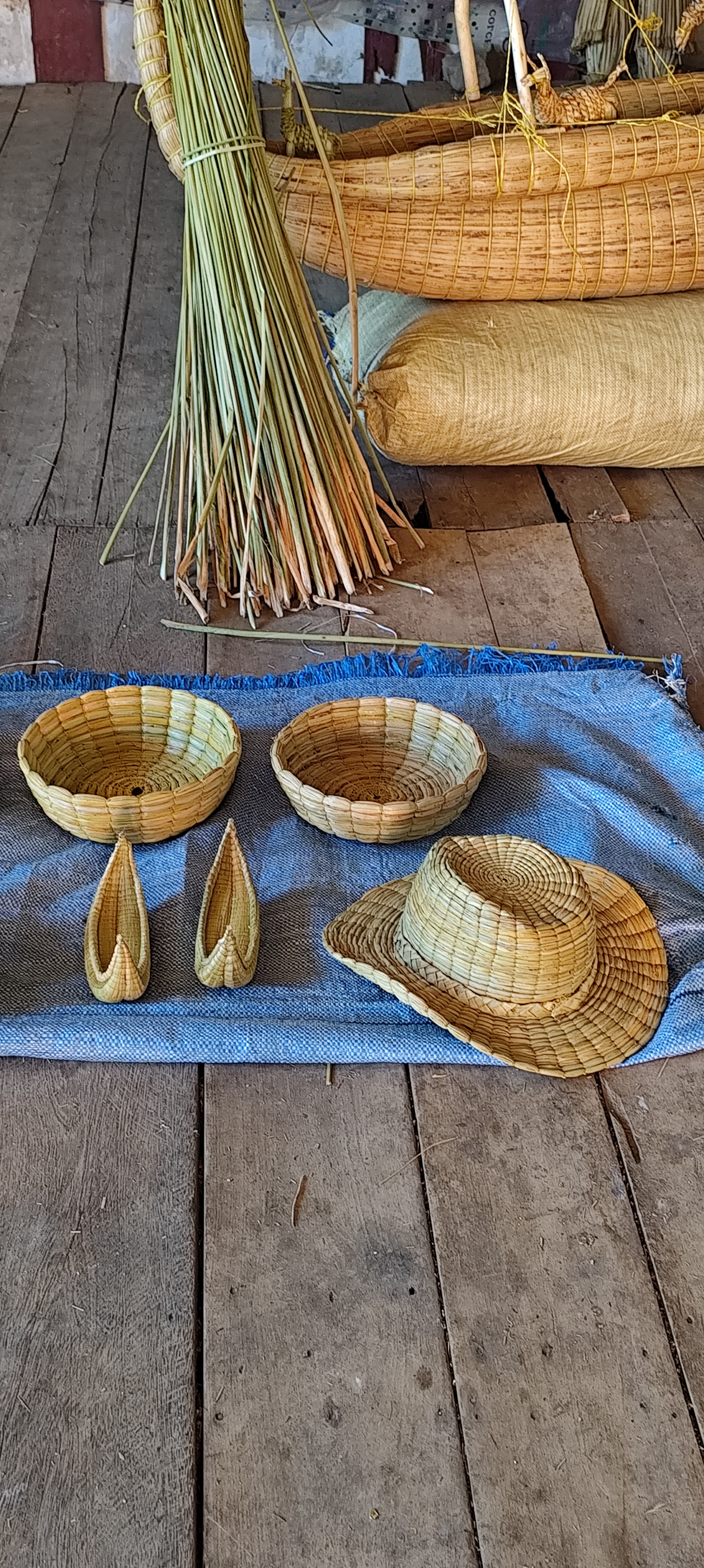
Artesanías de Totora hechas por personas de Suriqui.